# Vhäldemar
Vhäldemar ist eine spanische Power- und Speed-Metal-Band, die 1999 in Baracaldo (Provinz Vizcaya) gegründet wurde.

## Geschichte
Die Band wurde im Jahr 1999 von Gitarrist Pedro J. Monge und Sänger und Gitarrist Carlos Escudero ins Leben gerufen. Kurz darauf trat Bassist Oscar Cuadrado der Band bei. Später stieß der Schlagzeuger Eduardo Martinez dazu und vervollständigte die Besetzung. Martinez war vorher bereits bei der spanischen Thrash-Metal-Band Anarko tätig. Die Band nahm ihr Debütalbum namens Fight to the End in den spanischen The RockStudios in Bilbao unter der Leitung von Carlos Creator auf. Es wurde in den New Sin Studios in Italien von Luigi Stefanini gemastert und im März 2002 über Arise Records veröffentlicht.
Das folgende Album I Made My Own Hell wurde ebenfalls in den The RockStudios aufgenommen und über Arise Records im November 2003 veröffentlicht. Es folgten Auftritte zusammen mit Bands wie Dio, Iron Maiden und Lost Horizon. Zudem folgten einige Auftritte auf nationalen Festivals. Die Alben wurden bisher in Europa, Japan und Nord- und Südamerika veröffentlicht. In Brasilien wurde die Band im Jahr der Albumveröffentlichung zur besten internationalen Heavy-Metal-Gruppe und ihr zweites Album vom Brigade Magazine zum besten Heavy-Metal-Album des Jahres gewählt.
Das 2011er Album namens Metal of the World wurde zunächst als Download, dann auf CD über Stormspell Records veröffentlicht. Es war auf 1000 Stück limitiert.

## Stil
Die Band spielt klassischen Power Metal und ist textlich mit Manowar zu vergleichen. Der Gesang hat einen aggressiven Klang und die Stücke weisen eine hohe Spielgeschwindigkeit auf.

## Diskografie

### Demos
- 2001: Maketa (Arise Records)

### Studioalben
- 2002: Fight to the End (Arise Records)
- 2003: I Made My Own Hell (Arise Records)
- 2010: Metal of the World (Eigenveröffentlichung als Download)
- 2011: Metal of the World (Stormspell Records)
- 2013: Shadows of Combat (Eigenveröffentlichung)
- 2017: Against All Kings (Fighter Records)
- 2020: Straight to Hell (Fighter Records)
- 2024: Sanctuary of Death (Eigenveröffentlichung)

### Sonstige Alben
- 2017: Fight to the End + I Made My Own Hell (2 CD-Kompilation, Fighter Records)
- 2017: Old King's Visions (EP, Fighter Records)